# Saab 96
El Saab 96 és un cotxe de passatgers fabricat per la divisió automotriu de l'empresa sueca Saab (actualment Saab Automobile) des del 1960 fins al 1980. Va aparèixer seguint el disseny principal com a versió millorada de Saab 93, El motor es va canviar quatre vegades durant la vida del model,passant el darrer als vehicles successors, seguint les normes de seguretat i contaminació cada vegada més estrictes, amb reiterades millores.
La producció va continuar fins i tot després de l'aparició de Saab-99, i va durar 20 anys fins al 1980, deixant l'empremta de la marca i de la seva forta personalitat arreu del món. La carrosseria, dissenyada per Sixten Saison, es va modificar en la part posterior, amb més espai per la maleta i finestres posteriors més grans. La versió familiar es va fabricar en paral·lel però amb el nom de Saab 95, incorporant però les millores del Saab 96.

## Història
El canvi més gran en la mecànica del Saab 96, respecte la versió inicial, (a part del motor) va ser la suspensió del davant, que es va canviar de barra de torsió a una amb dues molles helicoidals. Els frens eren inicialment frens de tambor a les quatre rodes, però es van canviar a frens de disc a les rodes anteriors. El motor original era un motor de dos temps de tres cilindres de 750cc, amb 38 cavalls de potència. La transmissió manual era de tres velocitats des del Saab 92 amb tres velocitats no sincronitzades, però el canvi de quatre velocitats sincronitzades es va establir com a opció i finalment es va convertir en estàndard. Tenia un mecanisme de roda lliure que també va sobreviure fins al final.
El 1963, el motor es va millorar a 841 cc 40 CV de potència i es va afegir un "96 Monte Carlo" (57 Sport amb tres carburadors) (o "Save Sport" depenent de la destinació del pais d'exportació). El 1965, el frontal es va redissenyar i el radiador es va traslladar de darrere del motor a la part del davant, preparant-se per al nou motor de Ford de quatre cilindres i quatre temps.
El 1967 va aparèixer el "96V4". Es tracta d'un model en què el motor de dos temps, que s'havia limitat en termes de mesures de gas d'escapament, es va substituir per un motor de quatre cilindres tipus V del Ford Taunus 12M/15M, que es podia muntar fàcilment al Saab 96. El motor V4 de 1.498 cc donava inicialment 55 cavalls, 65 cavalls des de 1977, 0–100 km /h d'acceleració en 16 segons, tot i que era menys potent que els emprats en l'era de dos temps tenia menys pol·lució. La producció del vehicle motoritzat de dos temps va acabar el 1968. Als Estats Units, es va vendre a un cubicatge reduït de 819 cc per evitar l'aplicació de les regulacions sobre gasos d'escapament.
El 1968, les finestres anteriors i posteriors es van ampliar i es van substituir per una reixeta frontal amb fars quadrats similars al 99. Des d'aleshores, l'exterior s'ha modernitzat d'acord amb el Saab 99 i es van reforçar les mesures de seguretat. El 1972 es va canviar la graella frontal i, després del 1975, es va instal·lar un para-xocs absorbent de xocs fabricat en uretà. Els últims Saab 96 es van produir l'11 de gener de 1980 en una fàbrica finlandesa. La producció total va ser de 547.221 unitats.

## Fites esportives
Igual que el Saab 93, el mític nòrdic Eric Carlson i la seva dona, la germana de Stirling Moss, Pat Moss Carlson, van estar actius en la competició, formant l'equip del RAC de 1960 a 1962 El 1986, va guanyar el ral·li de Montecarlo el 1962 i el 1963, i es va fer coneguda la seva capacitat com a cotxe de ral·lies a tot el món. El 1971, després del canvi a 96V4, amb èmfasi en les característiques, va obtenir la victòria a Suècia, 1000 Llacs i RAC per part de Stig Bronkvist amb un motor menys potent que els seus rivals.

## Producció (exportació a Àsia)
La darrera data de producció del Saab 96 va ser l'11 de gener de 1980 (VIN 96806002814), l'últim VIN (96806002820) es va produir el 3 de gener de 1980. Aquests cotxes van ser construïts per Valmet Automotive a Uusikaupunki, Finlàndia.
El Saab 96 va ser succeït pel Saab 99, introduït el 1967, i posteriorment pel Saab 900, introduït el 1978. Es van fabricar un total de 547.221 unitats. El seu lloc a la planta d'Uusikaupunki va ser reprès per Talbot Horizon d'una mida similar.
Als anys seixanta, 96 eren importats generalment al Japó en petit nombre, ja que el concessionari en aquells moments era una empresa novella. Al final dels anys seixanta, des que Seibu Motor Sales va esdevenir l'agent importador, la importació de Saab 96 es va aturar, i els models importats es van reduir al Saab 99, tot i que alguns vehicles es van importar per una via paral·lela..